# Institute Benjamenta
Institute Benjamenta, or This Dream People Call Human Life és una pel·lícula dramàtica del 1995 dels germans Quay en el seu debut com a directors. Basada en la novel·la de Robert Walser Jakob von Gunten, la pel·lícula és protagonitzada per Mark Rylance, Alice Krige i Gottfried John.

## Argument
La trama segueix a Jakob (Mark Rylance), un jove que entra a una escola, dirigida pel germà i la germana Johannes (Gottfried John) i Lisa Benjamenta (Alice Krige), que forma criats. Els professors subratllen als alumnes que són persones sense importància. Jakob considera que l'escola és un entorn opressiu i no gaudeix de les lliçons de submissió que rep. Procedeix a desafiar els Benjamenta i intenta canviar les seves perspectives. La Lisa se sent atreta per Jakob i passa temps amb ell, i li mostra el laberint secret sota l'escola. La Lisa mor aviat i després de la seva mort l'institut tanca. Herr Benjamenta també expressa la seva estranya atracció per Jakob, i la pel·lícula acaba amb Jakob que accepta abandonar l'escola i viatjar amb ell.

## Repartiment
- Mark Rylance com a Jakob von Gunten
- Alice Krige com a Lisa Benjamenta
- Gottfried John com a Johannes Benjamenta
- Daniel Smith com a Kraus
- Joseph Alessi com a Pepino
- César Sarachu com a Inigo
- Jonathan Stone com a Hebling
- Peter Lovstrom com a Jorgenson
- Uri Roodner com Schilinksi
- Peter Whitfield com a Null

## Relació amb la novel·la
Tot i que la pel·lícula segueix la mateixa estructura bàsica que la novel·la, la seva trama és més limitada. La pel·lícula no representa el final de la novel·la, en la qual Jakob viatja a una ciutat propera i coneix el seu germà. La pel·lícula es manté gairebé exclusivament centrada en l'institut un cop hi arriba Jakob.
Els Quays han caracteritzat la pel·lícula com un univers paral·lel de la novel·la. La pel·lícula de vegades converteix aspectes figuratius de la novel·la en objectes literals de la pel·lícula. Un tema recurrent a la pel·lícula és que es veuen molts objectes vibrant, com forquilles o campanes. S'han fet paral·lelismes entre aquestes vibracions i el tema freqüent de la música en l'escriptura de Walser. A més, en un passatge del llibre, Jakob descriu un membre del personal de l'escola com un mico, però a la pel·lícula un mico literal pren el paper d'aquest membre del personal. A més, mentre Jakob es pregunta sobre les activitats de Herr i Lisa Benjamenta a la novel·la, la pel·lícula mostra clarament una relació incestuosa. La conclusió de la pel·lícula, però, difereix del llibre. Mostra la sortida de Herr i Jakob de l'institut en una escena surrealista dels dos en una peixera en lloc del viatge literal de Jakob de tornada a la ciutat al llibre.

## Temes
La pel·lícula s'ha descrit com a temàticament similar a un conte de fades, una fantasia, o un món dels somnis. Escrivint a la revista Adaptation, David Sorfa argumenta que molts dels projectes dels germans Quay discuteixen la idea que pot existir un "interior metafísic". Sorfa argumenta que aquesta pel·lícula no pretén revelar un significat ocult, sinó que argumenta que un regne de significats ocults, encara que inabastable, pot existir, tanmateix.
Ariel Swartley de The New York Times ha fet una comparació entre els esforços de Jakob per "convertir-se en una màquina" com a criat i l'animació d'objectes en què els Brothers Quay s'han centrat la seva anterior pel·lícula stop-motion. (Institute Benjamenta va ser la seva pel·lícula en imatge real). Stephen Quay ha dit que pretenien transmetre un sentiment d'"alteritat" similar a través dels actors com ho havien fet amb titelles en projectes anteriors. Laura Marks ha argumentat que "la vida no sensible sembla tenir prioritat sobre la vida humana" i que la pel·lícula inclou una "marea de vida no humana".
Sorfa afirma que el número zero s'utilitza com una mena de paròdia d'un MacGuffin a la pel·lícula.

## Recepció
La pel·lícula s'ha comparat amb Eraserhead a causa de la seva narrativa poc convencional i estil de rodatge en blanc i negre. També s'han dibuixat paral·lelismes entre la pel·lícula i l'expressionisme alemany de la dècada de 1920. Silke Horstkotte ha argumentat que els gestos dels actors i els aspectes surrealistes de l'escola també recorden les convencions de la pel·lícula muda.
Les imatges utilitzades a la pel·lícula s'han caracteritzat com a "desconcertants", "perplexes", i "misterioses".
Peter Stack del San Francisco Chronicle va dir que diverses escenes amb mímica estaven especialment ben fetes. Phil Hall de Wired va elogiar el que va descriure com la "tensió meravellosa" entre Rylance i Krige. També va aplaudir les actuacions concentrades i controlades de la resta del repartiment. David Sorfa va elogiar la representació de Rylance de les emocions de Jakob com a "subtil".
Michael Atkinson va elogiar l'originalitat de la pel·lícula, afirmant que de vegades és comparable a "l'adherència inevitable del millor David Lynch". Va assenyalar que va trobar la pel·lícula confusa de vegades i la va caracteritzar com posseïdora de "secret freudià". Suggereix que la pel·lícula s'ha de veure com un estat d'ànim, més que com una narració. També es va queixar que la pel·lícula va tenir una estrena limitada i probablement només seria vista per aquells que ja tenien interès en el cinema d'art. Horstkotte va assenyalar que l'"estètica inusual" de la pel·lícula seria vista com molt inusual per a les persones que solen veure pel·lícules d'Hollywood.
Els mateixos Quays van declarar més tard que lamentaven la durada de la pel·lícula. Van suggerir que hauria estat més eficaç com a curt o pel·lícula molt llarga, en lloc d'una durada mitjana.

## Premis
Va rebre el premi a la millor fotografia al XXVIII Festival Internacional de Cinema Fantàstic de Sitges.